# Deuterocohnia chrysantha
El chagual del jote o Deuterocohnia chrysantha es una especie de planta fanerógama de la familia Bromeliaceae. Es un endemismo de Chile.

## Descripción
Es una planta suculenta que crece en las laderas rocosas del litoral, presenta su límite en la provincia de Copiapó.

## Taxonomía
Deuterocohnia chrysantha fue descrito por (Philippi) Mez y publicado en Flora Brasiliensis 3(3): 507. 1894.
Etimología
Deuterocohnia; nombre genérico que fue otorgado en honor de Ferdinand Julius Cohn, botánico y bacteriólogo alemán.
chrysantha: epíteto latíno que significa "con flores doradas".
Sinonimia
- Pitcairnia chrysantha Phil.[4]